# 下寮子駅
下寮子駅（かりょうしえき）は、台湾台南市東山区にあった、台湾糖業鉄道烏樹林線の駅（廃駅）である。

## 駅構造
- 単式ホーム1面1線の地上駅（廃止時）。

## 駅周辺
- 下寮子

## 歴史
- 1944年6月16日 - 新営～烏樹林～番社（東山）開業。
- 年月日不詳 - 開業。
- 1979年9月1日 - 烏樹林線旅客取扱廃止にともない廃駅となる。

## 現況
- 駅舎・レール・駅名標が保存された（2007年6月現在）。
- 今は、烏樹林～東山復旧として観光化計画もある。[1]

## 隣の駅
台湾糖業鉄道
烏樹林線（廃線）
烏樹林駅 - 下寮子駅 - 東山駅